# Orepukia orophila
Orepukia orophila – gatunek pająka z rodziny Cycloctenidae.

## Taksonomia
Gatunek ten opisany został po raz pierwszy w 1973 roku przez Raymonda Roberta Forstera i Cecila Louisa Wiltona w czwartej części monografii poświęconej pająkom Nowej Zelandii. Jako miejsce typowe wskazano Rock and Pillar Range w regionie Otago.

## Morfologia
Holotypowa samica ma karapaks długości 3,2 mm i szerokości 2,1 mm oraz opistosomę (odwłok) długości 4,1 mm i szerokości 2,6 mm. Allotypowy samiec ma karapaks długości 2,6 mm i szerokości 2 mm oraz opistosomę długości 2,5 mm i szerokości 2 mm. Karapaks ma słabo wykształcony wzór barwny. 
Ośmioro oczu rozmieszczonych jest w dwóch rzędach, z których przedni jest prosty. Oczy tylno-środkowe leżą nieco dalej z tyłu niż tylno-boczne. Szczękoczułki ustawione są pionowo i mają po 2 zęby na krawędziach tylnych oraz po 2 większe i grupkę małych ząbków na krawędziach przednich bruzd. Odnóża są kolczaste. Kolejność par odnóży od najdłuższej do najkrótszej to: IV, I, II, III. Pazurki górne mają 8 ząbków, zaś pazurki dolne 3 ząbki. Opistosoma ma wzór barwny typowy dla rodzaju. Zaopatrzona jest znacznie szerszy niż długi stożeczek z włoskami rozmieszczonymi w dwóch łatkach.

## Ekologia i występowanie
Gatunek ten jest endemitem Nowej Zelandii, znanym tylko z Rock and Pillar Range w regionie Otago na Wyspie Południowej. Zasiedla ziołorośla i roślinność poduszkową. Odławiany był do pułapek Barbera.